# عمارة شمولية

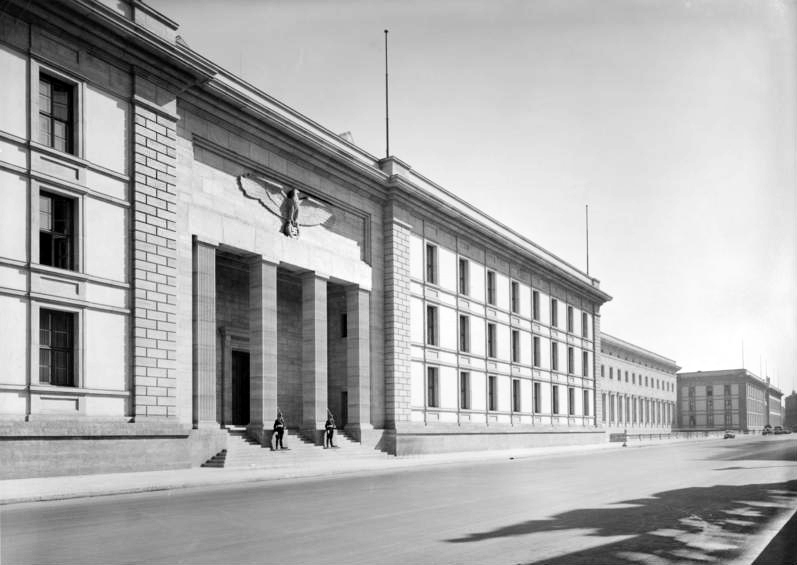
صورة تاريخية لمبنى مستشارية الرايخ الجديد في برلين، ألمانيا.

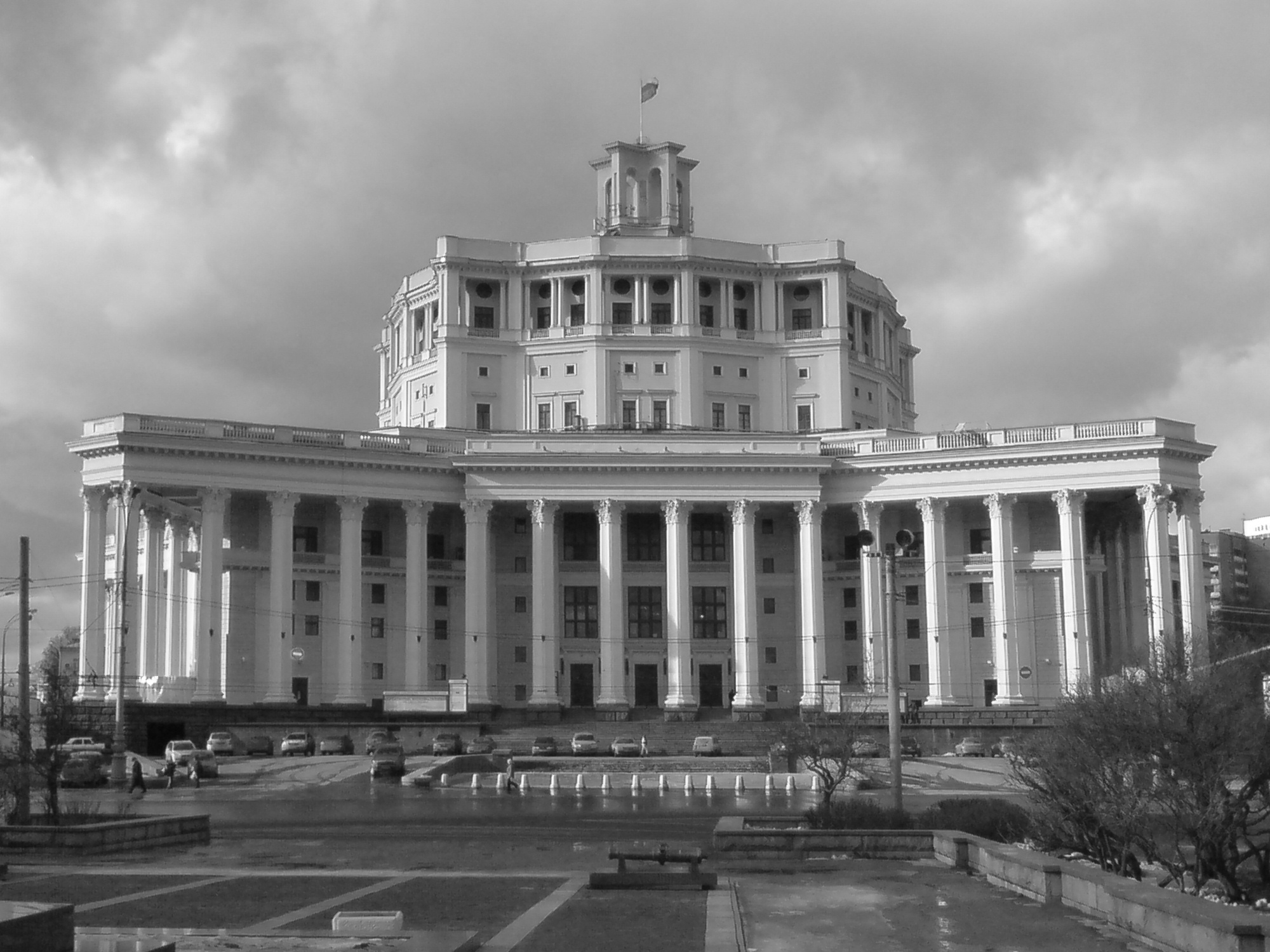
صورة تاريخية لمسرح الجيش الأحمر في موسكو، روسيا. وهو مصمم على شكل النجمة الحمراء.

تشير العمارة الشمولية إلى نوع من العمارة تم إنشاؤه بواسطة الدول الشمولية. وعادةً ما يتم تصميمه بشكل يتسم بالفخامة وكبر الحجم ليعطي إحساس بالسلطة والعظمة والقوة.